# آگلانگ
آگلانگ (به لاتین: Aaglung) در نپال با جمعیت ۲٬۶۶۷ نفر است که در lumbini zone واقع شده‌است.